# كائنات معدلة وراثيا
الكائنات المعدلة جينيًا أو محور وراثيا أو العابر الجيني (بالإنجليزية: Genetically modified organism)‏ هي الكائنات التي جرى تعديل مادتها الوراثية بواسطة الهندسة الوراثية لتصبح أكثر تطورًا وتلبية للحاجات البشرية. أي أنها كائنات تم تغيير جيناتها عن طريق البيوتكنولوجية الحديثة التي منها الهندسة الوراثية والتي تستخدم تقنيات تعرف عمومًا بتقنية الدنا المؤشب ولم تتم عن طريق التوليف الطبيعي أو التكاثر. حيث تتم العملية عن طريق نقل جينات منتقاة من جسم معين إلى جسم آخر من نفس النوع أو من وإلى أجسام من أنواع مختلفة مما يمنحه جينات معدّلة أو جديدة. قد تكون هذه الكائنات ذات أصل حيواني أو بكتيري أو نباتي. وتعرّف الكائنات الحية المحوّرة جينيًا وهي مجموعة ثانوية من الكائنات الحية المعدلة وراثيا بأنها كائنات تحوي دنا مدخلاً نشأ في فصائل مختلفة.

## كيفية التعديل
يتضمن التعديل الوراثي إدخالا أو حذفا للجينات، عادة ما تأتي الجينات المدخلة من فصائل مختلفة تمثّل شكلا من أشكال النقل الأفقي للجين ويمكن أن يحدث هذا في الطبيعة عندما يَخترق الدنا الخارجي الغشاءَ الخلوي لأي سبب كان. يستلزم القيام بهذه العملية صناعيا لصق الجينات مع الفيروس أو إدخال الدنا الزائد بطريقة فيزيائية فقط داخل نواة العائل المستهدف باستخدام حقنة صغيرة جدا أو أجزاء صغيرة جدا يتم إطلاقها من مدفع الجينات. برغم ذلك، فإن الطرق الأخرى تستخدم أشكال نقل الجين الطبيعية مثل قدرة الأَجْرَعِيَّة (بالإنجليزية: Agrobacterium) على نقل المادة الوراثية إلى النباتات  أو قدرة الفيروسات بطيئة النمو (بالإنجليزية: Lentiviruses)  على نقل الجينات إلى خلايا الحيوان.
عتبر التعديل الوراثي من أبرز التطورات العلمية في القرن الواحد والعشرين، حيث يشير إلى التقنية المستخدمة لتعديل الجينات في الكائنات الحية لأغراض متعددة، مثل تحسين المحاصيل الزراعية أو تطوير العلاجات للأمراض. واحدة من أبرز التقنيات المستخدمة في هذا المجال هي تقنية كريسبر (CRISPR-Cas9)، التي تسمح للعلماء بتحديد الجينات المستهدفة بدقة وإجراء تعديلات دقيقة. تتيح هذه التقنية تقليل الوقت والموارد اللازمة لإنتاج كائنات معدلة وراثيًا، مما يعزز القدرة على مواجهة التحديات الزراعية والبيئية.
في الزراعة، يتم استخدام التعديل الوراثي لتحسين خصائص النباتات مثل المقاومة للأمراض، وتحمل الظروف البيئية القاسية مثل الجفاف أو الملوحة. تم تطوير محاصيل معدلة وراثيًا مثل الذرة وفول الصويا، والتي تتمتع بمقاومة فعالة للحشرات والأمراض، مما يقلل الحاجة لاستخدام المبيدات الحشرية. تشير الدراسات إلى أن هذه المحاصيل تزيد من إنتاجية المحاصيل وتساعد المزارعين على تحقيق عوائد أفضل، مما يسهم في تحقيق الأمن الغذائي في العالم.
أما في مجال الطب، فإن للتعديل الوراثي تطبيقات واعدة في علاج الأمراض الوراثية، مثل التليف الكيسي أو مرض هنتنغتون. يعمل الباحثون على استخدام تقنيات التعديل الوراثي لتصحيح الطفرات الجينية المسؤولة عن هذه الأمراض، مما يفتح آفاقًا جديدة للعلاج. إضافةً إلى ذلك، تُستخدم تقنيات النقل الجيني لإنتاج الأدوية والعقاقير الحيوية، مثل الأنسولين والعلاجات المناعية التي تعتمد على الجينات.
على الرغم من الفوائد الكبيرة المرتبطة بالتعديل الوراثي، إلا أن هناك تحديات أخلاقية وقانونية تستدعي النقاش. تشمل هذه التحديات القضايا المتعلقة بسلامة الأغذية المعدلة وراثيًا وتأثيرها على البيئة والأنظمة الإيكولوجية. بالإضافة إلى ذلك، تتطلب التقنيات الجديدة تقييمًا شاملًا للتأكد من عدم تأثيرها السلبي على التنوع البيولوجي. يتطلب ذلك التعاون بين العلماء والمشرعين والمجتمعات المحلية لوضع إطار تنظيمي يضمن الاستخدام الآمن والمستدام للتعديل الوراثي.
في الختام، يمثل التعديل الوراثي أداة قوية يمكن أن تعالج العديد من التحديات العالمية في الزراعة والطب. ومع ذلك، من الضروري الاستمرار في البحث والتطوير لضمان تحقيق فوائد هذه التقنية بأمان، مع احترام الأخلاقيات والمبادئ العلمية. إن المناقشات حول التعديل الوراثي تتطلب وعيًا عامًا ومعرفة كافية من قبل المجتمعات، مما يسهم في اتخاذ قرارات مستنيرة بشأن استخدام هذه التقنيات في المستقبل.

## الاستخدامات
تستخدم الكائنات المعدلة وراثيا في الأبحاث الحيوية والطبية وإنتاج الأدوية الصيدلانية والعلاجات التجريبية (مثال: العلاج الجيني) والزراعة (مثال: الأرز الذهبي). لا يدل مصطلح «الكائن المعدّل وراثيا» باستمرار -ولكنه قد يتضمن- الإدخالات الموجهة للجينات من فصيلة لأخرى. على سبيل المثال فإن جينا مأخوذا من قنديل البحر يرمّز بروتينا مشعا يدعى بالبروتينات الفلورية الخضراء (بالإنجليزية: GFP) والذي يمكن ربطه فيزيائيا ومن ثم مشاركة تعبيره مع جينات الثدييات لتحديد موقع البروتين الذي تم ترميزه بواسطة جين GFP المُعلَم في خلية الثدييات. تعتبر مثل هذه الطرق وسائل مفيدة للأحيائيين في مجالات أبحاث عدة وتشمل أولئك الذين يدرسون آليات البشر والأمراض الأخرى أو العمليات الأحيائية الأساسية في حقيقيّة النواة أو الخلايا أولية النواة.
بغرض تأريخ أوسع وأكثر تطبيق مثير للجدل في تقنية التعديل الوراثي والذي هو عبارة عن المحاصيل الغذائية التي تحميها براءة الاختراع وتتميز بمقاومة مبيدات الأعشاب التجارية أو قدرتها على إنتاج بروتينات المبيد الحشري من داخل النبات أو بذور السمات المكدسة (بالإنجليزية: Stacked Trait) التي بإمكانها القيام بالأمرين معا فإن ملكية أكبر حصة من المحاصيل المعدلة وراثيا المزروعة عالميا تعود إلى شركة مونسانتو الأمريكية. في عام 2007 فإن تقنيات شركة مونسانتو المميزة قد تمت زراعتها على مساحة 246 مليون هكتارا (1,000,000 كم مربع) عبر العالم بنسبة نمو بلغت 13 بالمئة زيادة عن عام 2006.
في سوق الذرة، تعتبر الذرة ثلاثية الكومة (Triple-Stack Corn) التي تنتجها شركة مونسانتو- والتي تجمع بين تقنية مكافحة الحشائش المعروفة باسم Roundup Ready 2 وبين مكافحة حشرات حفار الذرة ودودة الجذر من YieldGard هي المنتج الرائد في السوق الأمريكي. قام مزارعو الذرة في الولايات المتحدة بزراعة ما يربو على 32 مليون فدانا (130,000 كم مربعا) من الذرة ثلاثية الكومة في عام 2008  ومن المتوقع أن تتم زراعة هذه الذرة في مساحة 56 مليون فدانا (230,000 كم مربعا) في بين عامي 2014 و2015 أما في سوق القطن فقد تمت زراعة القطن الأمريكي بولغارد|| مع قطن Round Ready Flex في مساحة تبلغ تقريبا 5 ملايين فدان (20,000 كم مربعا).
وفقا للوكالة الدولية لاعتماد التطبيقات التقانية الحيوية الزراعية (بالإنجليزية:International Service for the Acquisition of Agri-Biotech Applications (ISAAA)) فإن من بين 14 مليون مزارع تقريبا يقومون بزراعة المحاصيل المعالجة باستخدام التقنية الحيوية في العام 2009 تشكّل نسبة 90% منهم مزارعين يفتقرون للموارد في بلدان العالم النامية. تشمل هذه النسبة 7 ملايين مزارع في مناطق زراعة القطن في الصين وما يقارب 5.6 مليون من المزارعين الصغار في الهند (يقومون بزراعة قطن BT المعدل وراثيا) و 250,000 مزارع في الفيليبين بينما تقوم النساء اللواتي يعتمدن زراعة الكفاف في جنوب أفريقيا بزراعة القطن المعدل وراثيا والذرة وفول الصويا؛ وقامت دولة نامية أخرى بزراعة المحاصيل المعدلة وراثيا في عام 2009. كما ويمكن اعتبار ما يقارب 10 ملايين من المزارعين الصغار ومحدودي الموارد منتفعين ثانويين من القطن المعدل وراثيا في الصين. تضاعفت القيمة التجارية العالمية للمحاصيل التي تمت زراعتها عن طريق التقنيات الحيوية في عام 2008 وقدرت قيمتها ب130 مليار دولار أمريكي.
تقوم وزارة الزراعة الأمريكية (USDA) في الولايات المتحدة بتقديم تقارير حول المساحة الكلية التي تحتلها الأصناف الزراعية المعدلة وراثيا. ووفقا لخدمة الإحصاءات الزراعية الوطنية فقد قامت الولايات المتحدة بنشر الإحصاءات التالية في لوائحها والتي تعبر عن نسبة زراعة الأصناف المعدلة وراثيا حيث:
تمثل الذرة المعدلة وراثيا ما نسبته 81-86 بالمئة من مساحات الذرة المزروعة وتحتل الصويا المعدلة وراثيا 88-90 بالمئة من المساحة الكلية المزروعة بفول الصويا أما القطن المعدل وراثيا فيحتل 81-93 من المساحات الكلية المزروعة بقطن أبلاند (وتعتمد هذه الإحصاءات على السنة التي تمت فيها الدراسة).
لا تقوم وزارة الزراعة الأمريكية بجمع بيانات المناطق العالمية بل تعمل إدارة الأغذية والأدوية الأمريكية (بالإنجليزية:ISAAA) على تقديم تقييمات عن نسب المحاصيل المعدلة وراثيا ويمكن الاطلاع عليها في التقرير الذي يحمل عنوان: «الأوضاع العالمية للمحاصيل التجارية المحورة وراثيا:2007».
أصبحت الحيوانات المعدلة وراثيا ذات أهمية تجارية أيضا ففي السادس من فبراير عام 2009 وافقت الإدارة الأمريكية للغذاء والدواء على أول دواء معدل وراثيا للاستخدام في حالة الإنسان وتم استخلاصه من ماعز معدل وراثيا. يعتبر دواء ATryn عقارا مضادا للتجلط يعمل على تقليل احتمالية حدوث جلطات الدم خلال العمليات الجراحية أو الولادة ويتم استخلاصه من حليب الماعز.

### اكتشاف الكائنات المعدلة وراثيا
يتم إجراء فحص الكائنات المعدلة وراثيا في الأغذية والأعلاف روتينيا باستخدام التقنيات الجزيئية مثل مصفوفات الدنا المجهرية أو تفاعل البوليميراز المتسلسل ذي الوقت الحقيقي (qPCR). يمكن إجراء الفحص اعتمادا على فرز العناصر (مثل p35S tNos و pat bar) أو العلامات المرتبطة بالحدث كما في حالة كائنات معدلة وراثيا معترف بها (مثل Mon810 وBt11 وGT73). تجمع الطرق التي تعتمد على المصفوفات بين تفاعل تسلسلي بوليميرازي متعدد Multiplex PCR وتقنيات المصفوفة لفحص عينات تخص كائنات مختلفة يحتمل أن تكون معدلة وراثيا. كما وتجمع بين طرق مختلفة (فرز العناصر وعلامات مرتبطة بالنبات والعلامات المرتبطة بالحدث). تستخدم تقنية qPCR للكشف عن أحداث معينة خاصة بالكائنات المعدلة وراثيا عن طريق استخدام مشرعات معينة (Primer) لفرز العناصر أو العلامات المرتبطة بالحدث.
من الواجب وضع ضوابط شاملة لتجنب أي نوع من نتيجة اختبار قد تكون موجبة أو سلبية زائفة ومن الضروري أيضا إجراء فحص فيروس تبرقش القنبيط (CaMV) لتجنب أي نتيجة موجبة زائفة اعتمادا على تلوث العينة بالفيروس.
ستخدم الكائنات المعدلة وراثيًا في الزراعة لتحسين مقاومة النباتات للآفات والحشرات الضارة. على سبيل المثال، يتم إدخال جينات من بكتيريا Bacillus thuringiensis (Bt) إلى بعض النباتات مثل الذرة، حيث تعمل هذه الجينات على إنتاج بروتينات سامة تقضي على الحشرات الضارة مثل حفار ساق الذرة الأوروبي (Ostrinia nubilalis). هذا النوع من التعديلات يقلل من الحاجة لاستخدام المبيدات الحشرية الكيميائية، مما يسهم في حماية البيئة وزيادة كفاءة الإنتاج الزراعي.

### الجراثيم المحورة وراثيا
كانت البكتيريا أول كائنات حية يتم تعديلها وراثيا في المختبر وذلك بسبب بساطتها جينيا وتم استخدام هذه الكائنات الحية الآن لأغراض متعددة وهي ذات أهمية خصوصا في إنتاج كميات كبيرة من البروتينات البشرية الخالصة لاستخدامها لأغراض طبية.
تستخدم البكتيريا المعدلة وراثيا لإنتاج بروتين الإنسولين لعلاج داء السكري كما واستخدمت البكتيريا لإنتاج العوامل المخثّرة لعلاج مرض النزف الدموي (الهوموفيليا) وهرمون النمو البشري لعلاج أشكال مختلفة من التقزّم.

### الحيوانات المحوّرة وراثيا
تستخدم الكائنات التي تحوي دنا متغيرا كنماذج تجريبية لإنجاز التعبير المظهري (بالإنجليزية: Phenotypic) ولإجراء الاختبارات في الأبحاث الطبية الحيوية. وتتضمن التطبيقات الأخرى إنتاج الهرمونات البشرية مثل الإنسولين.

#### ذبابات الفاكهة
تستخدم ذبابات الفاكهة المحوّرة جينيا (باللاتينية: Drosophila Melanogaster) في الأبحاث الحيوية وذلك لأنها تمثل كائنات نموذجية لدراسة تأثيرات التغيرات الجينية على التطور. عادة ما تكون لذبابات الفاكهة أفضلية عن الحيوانات الأخرى بسبب دورة حياتها القصيرة وانخفاض متطلبات الحفاظ عليها وكونها تمتلك جينوما بسيطا نسبيا مقارنة بفقاريّات عديدة.

#### الثدييات

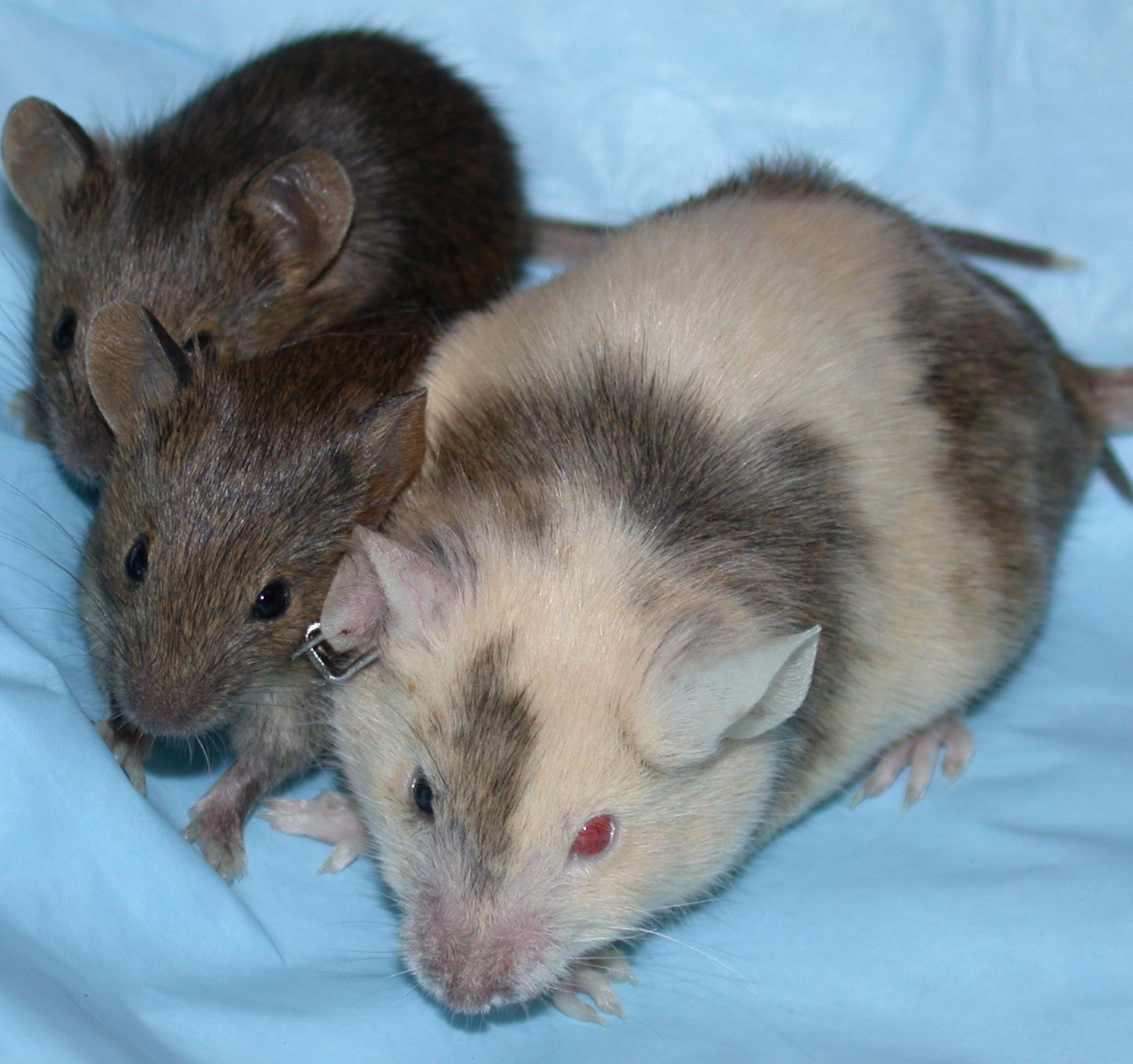
بعض البقع التي ظهرت على هذا الفأر الذي أوجد بعد تعديل وراثي.

تمثل الثدييات المعدلة وراثيا صنفا مهما من الكائنات المعدلة وراثيا فغالبا ما تستخدم الفئران ذات الدنا المتغير في دراسة الاستجابات الخليوية والنسيجية للأمراض.
في عام 1999 قام العلماء في جامعة غويلف في أونتاريو بكندا بإنتاج خنزير معدل وراثيا سمي بـEnviropig. ينتج هذا الخنزير فوسفورا أقل بنحو 30 إلى 70.0 بالمئة في الروث الذي يخرجه اعتمادا على عمره وعلى الغذاء الذي يتناوله. في فبراير من العام 2010، قررت مؤسسة بيئة كندا أن هذه الخنازير تلبي شروط قانون حماية البيئة الكندي ومن الممكن إنتاجها خارج سياق الأبحاث في مرافق يمكن مراقبتها بحيث يتم فصلها عن باقي الحيوانات. في عام 2009م أعلن علماء في اليابان بأنهم قد نجحوا بنقل جين داخل فصائل الرئيسيات (قرود مارموسيت) وإنتاج خط ثابت لتناسل القردية ذات الدنا المتغير للمرة الأولى.

#### اللاسعات
إن اللاسعات مثل الهيدرا وشقائق نعمان البحر المسماة نجيمة شقائق نعمان البحر (Nematostella Vectensis) قد أصبحت كائنا نموذجيا محببا لدراسة تطور المناعة وبعض العمليات التطورية. مثّل تطوير إجراءات إنتاج هيدرات متغيرة جينيا بشكل ثابت وشقائق نعمان البحر باستخدام الحقن المجهري الجيني إنجازا تقنيا هاما

#### الأسماك
يمتلك السمك المعدل وراثيا محفّزات تقود إنتاجا أعلى لهرمون النمو الخاص بكل الأسماك وأدى هذا لتطوير نمو شديد في فصائل متعددة والتي تشمل السلمونيات salmonids  وأسماك الكارب والبلطي.

### العلاج الوراثي
يستخدم العلاج الوراثي  الفيروسات المعدلة وراثيا لتوصيل الجينات التي بإمكانها علاج الأمراض إلى خلايا الإنسان. بالرغم من العلاج الجيني لا يزال حديثا نسبيا غير أنه قد حقق بعض النجاح فقد استخدم لعلاج الأمراض الوراثية مثل العوز المناعي المشترك الشديد كما وتم تطوير علاجات لمجموعة من الأمراض المستعصية الحديثة مثل التليف الكيسي وفقر الدم المنجلي والحثل العضلي تستهدف تقنية العلاج الجيني المستخدمة حاليا الخلايا غير التناسلية فقط مما يعني أن أي تغيرات يقدمها العلاج لا يمكن نقلها إلى الجيل التالي. إن العلاج الجيني الذي يستهدف الخلايا التناسلية -ويسمى "علاج الخط الجرثومي الجيني- هو محط خلاف ومن غير المحتمل أن يتم تطويره في المستقبل القريب.

### النباتات المحورة وراثيا

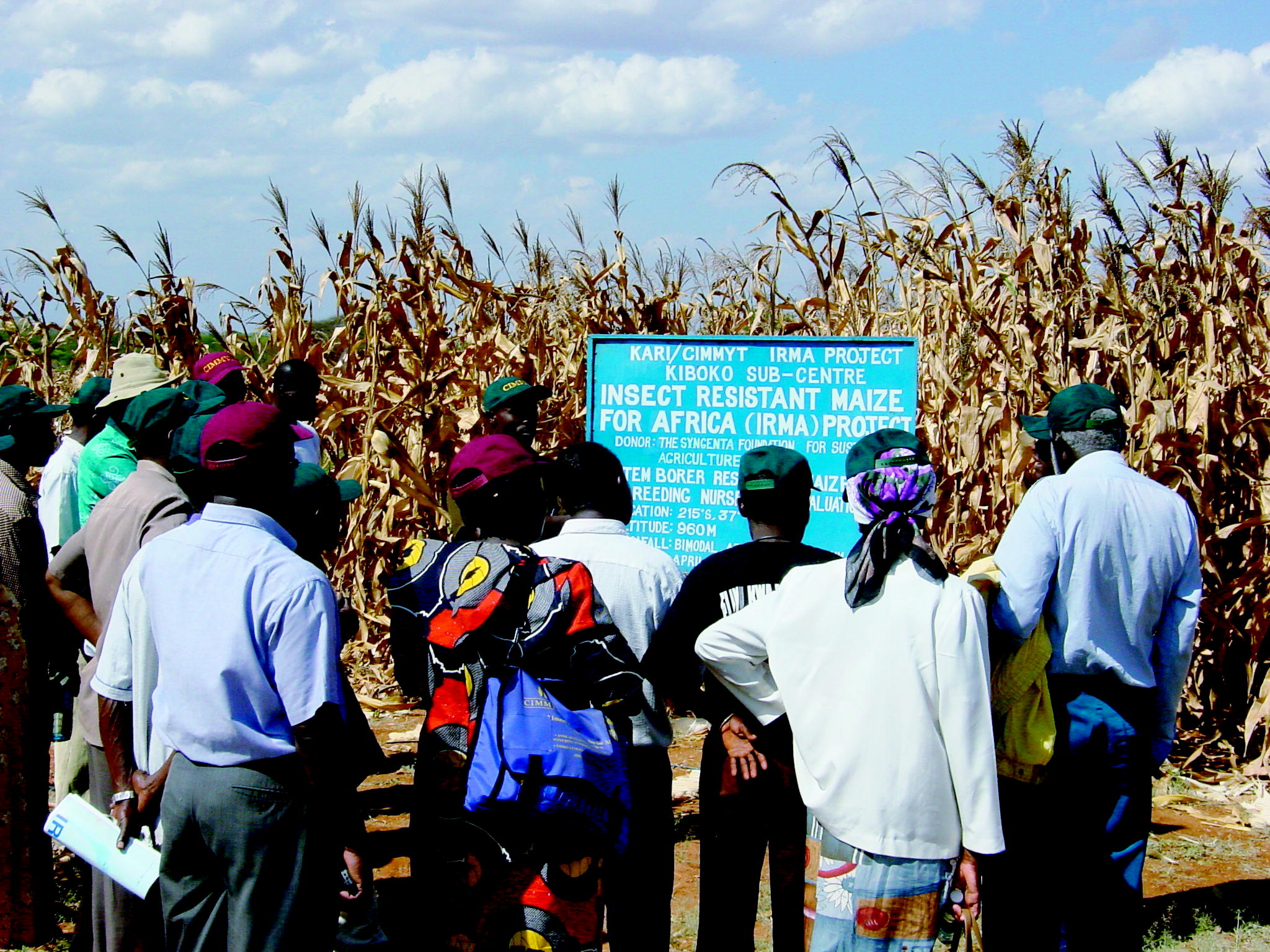
الكينيّون يختبرون نباتا محورا وراثيا مقاوما للحشرات. Bt corn

تمت هندسة النباتات متغيرة الدنا بغرض امتلاك خلات عديدة ومرغوبة تتضمن مقاومة الحشرات ومبيدات الأعشاب أو الظروف البيئية القاسية وتحسين فترة حفظ المنتج إضافة إلى القيمة الغذائية المضافة. منذ تمت أول زراعة للنباتات المعدلة وراثيا بغرض استخدامها لأغراض تجارية في عام 1996 فقد تم تعديلها لكي تكون أكثر تسامحا مع مبيدات الكلوفوسينيت (بالإنجليزية: Glufosinate) والغليفوسات (بالإنجليزية:Glyphosate) بهدف جعلها أكثر مقاومة لضرر الفيروسات كما في حالة البابايا المعدلة وراثيا والمقاومة لفيروس التبقع الحلقي وتنمو هذه الفاكهة في هاواي وتنتج سم BT وهو مبيد حشري يتسم بالفعالية.
إن معظم النباتات المتنوعة متغيرة الدنا التي تنمو اليوم تعرف بالجيل الأول متغير الدنا وذلك لأن السمات الخاصة بمتغير الدنا تفيد المزارعين. أما نباتات الجيل الثاني فإنها يجب أن تفيد المستهلك مباشرة في تعزيز التغذية والطعم والقوام وغيرها من الخواص؛ كما وتم تطوير الجيل الثاني من هذه النباتات عن طريق معاهد البحث العلمي العامة والشركات الخاصة أيضا. لا توجد حاليا تلك المجموعة المتنوعة من النباتات متغيرة الدنا في الأسواق حيث تم تطوير البطاطا الحلوة المعدلة وراثيا باستخدام البروتين والمغذيات الأخرى بينما تمت مناقشة إمكانية استخدام الأرز الذهبي الذي يطوره معهد أبحاث الأرز الدولي كعلاج محتمل لنقص فيتامين أ. في يناير عام 2008، قام العلماء بتعديل جزرة وراثيا بحيث تنتج الكالسيوم لتصبح علاجا محتملا لنخر العظام، على أي حال، سيحتاج الناس إلى تناول كيلوجرام ونصف من الجزر يوميا للوصول إلى كمية الكالسيوم المرغوبة لتحقيق العلاج.

### النباتات المتصلة ببعضها وراثيا
الكائنات المتصلة ببعضها وراثيا أو التي قد تسمى داخلية التكوين هي تسمية أطلقت بالمنتج الخاص بفئة من النباتات المهندسة وراثيا، وقد تم اقتراح مجموعة من البرامج التصنيفية والتي تقوم بترتيب المتعضيات المعدلة وراثيا اعتمادا على طبيعة التغييرات الوراثية التي تم تقديمها بدلا من عملية الهندسة الوراثية.
بينما تم تطوير بعض النباتات المعدلة وراثيا عن طريق تقديم الجين الذي ينشأ من فصائل متباعدة ومتنافرة جنسيا في الجينوم العائل فإن النباتات المتصلة وراثيا تحوي جينات تم عزلها إما مباشرة من الفصائل العائلة أو من الفصائل المتنافرة جنسيا. يتم تقديم الجينات الجديدة باستخدام طرق الدنا المؤشب ونقل الجين. يأمل بعض العلماء بأن تكون عملية الموافقة على النباتات المتصلة جينيا أبسط من مثيلتها المحوّرة وراثيا مع بقائها ظاهرة برغم ذلك.

## الغاية من التعديل الوراثي
تحسين الخصائص الزراعية: قد يتعلق الأمر بمقاومة فيروسات أو البكتيريا أو الفطريات أو الحشرات الضارة، أو بالقدرة على استيعاب الآزوتي وبالتالي تقليص كميات المواد الكيميائية والتقليص بالتالي من كلفة الإنتاج.
تسهيل إنتاج البذور الهجين.
تحسين إمكانيات تصبر الفواكه مما يمكن أيضا من قطف اغلل في وقت مبكر مع احترام المقتضيات المتعلقة بالنقل والتوزيع.
تحسين القيمة الغذائية للأغذية.
إنتاج تركيبات للاستعمال في مجال الأدوية.

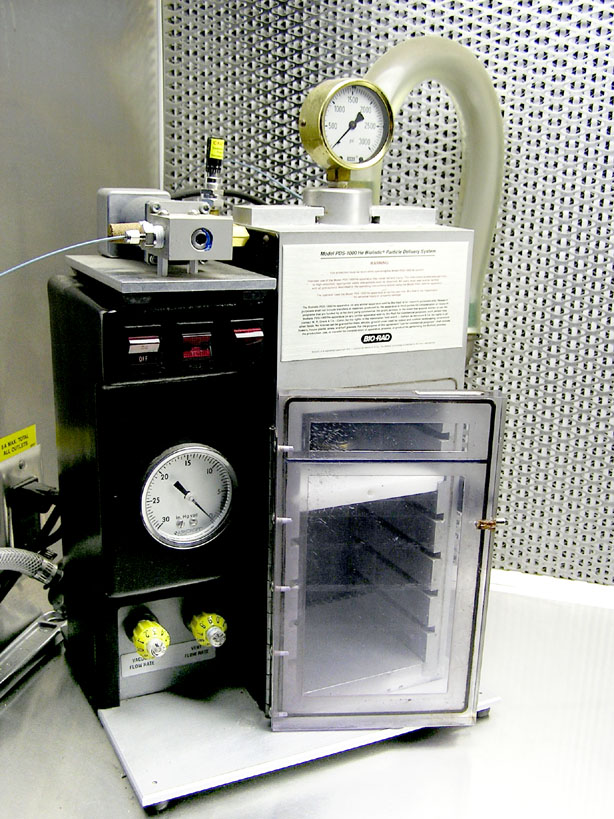
آلة الحمض النووي

## الجدل بخصوص الكائنات المعدلة وراثيا
تدعي شركات الهندسة الحيوية بأن تقنياتها مفيدة وجوهرية للغاية لإطعام دول العالم الثالث وتخفيف القلق بشأن الأمن الغذائي وحماية البيئة وتحسين جودة الغذاء وتوفير محاصيل مقاومة للجفاف والمبيدات العشبية، إلا أن منظمات المجتمع المدني والكثير من العلماء بالإضافة للرأي العام يشعرون بالقلق إزاء آثارها على صحة الإنسان والبيئة وتوفر الطعام. إن ما يثير القلق هو احتمال نقل الهندسة الوراثية لخصائص تنطوي على التعرض لحساسية بواسطة نوع من الطعام كالبندق مثلا، للنبات المعدل ومنتجاته الغذائية كفول الصويا، ففي أواسط التسعينيات من القرن الماضي أدى فول الصويا الذي تم تعديله بإدخال مورث من البندق البرازيلي لإصابة بعض الأشخاص بحساسية عرفوا بتعرضهم لها جراء تناوله ولحسن الحظ تم تحديد السبب قبيل توزيع الصويا في الأسواق. إن ما يثير القلق أيضا هو أن الهندسة الوراثية قد تزيد بصورة غير متعمدة المواد السامة أو تغير مستوى العناصر المغذية في بعض الأطعمة. هذا ولا يزال من الصعب بل من المستحيل في بعض الحالات نظرا للوضع غير الدقيق للمورثات (الجينات) داخل الكروموسوم، التنبؤ تماما بالآثار المحتملة لتعديل الكائنات الحية ومنتجات الطعام على صحة الإنسان.

### العملية الحيوية
إن استخدام الكائنات المعدلة وراثيا قد تسبب في إطلاق شرارة خلاف ملحوظ في مجالات عدة حيث ترى بعض المجموعات أو الأفراد بأن توليد واستخدام مثل هذه الكائنات هو تدخل غير مقبول في الحالات الحيوية أو العمليات التي تطورت طبيعيا خلال فترة طويلة من الزمن بينما انشغل البعض الآخر بالضوابط التي يضعها العلم الحديث على هذا التعديل وذلك بهدف الوصول إلى فهم شامل للانقسامات السلبية المحتملة التي قد يحدثها التلاعب بالمورثات.

### سلسلة الغذاء
شككت بعض المجموعات البيئية في سلامة الكائنات المعدلة وراثيا في سلسلة الغذاء طارحة مخاوف مثل احتمالية أن تقدم هذه الكائنات مثيرات تحسس جديدة في الأغذية أو تساهم في نشر مقاومة المضادات الحيوية. أظهرت كل الدراسات التي نشرت حتى تاريخه عدم وجود تأثيرات صحية عكسية ناتجة من تناول البشر للأغذية المعدلة وراثيا ومع ذلك فما زالت الجماعات البيئية تعيق استهلاك الأغذية في دول عديدة زاعمة أن الأغذية المعدلة وراثيا هي غير طبيعية ولذا فإنها غير آمنة. أدت مثل هذه المخاوف إلى تبني القوانين والتنظيمات التي تتطلب اختبار السلامة لأي كائن جديد يتم إنتاجه بهدف الاستهلاك البشري.
يلاحظ أنصار التعديل الوراثي أنه بسبب فرض متطلب اختبار السلامة المفروض على الأغذية المعدلة وراثيا فإن خطر إنتاج تشكيلة نباتية تحوي مثيرات تحسس أو سموما جديدة يسببها التعديل الوراثي هو أقل بكثير من عمليات التكثير التقليدية. ويعتبر نبات الكيوي مثالا على النبات المثير للتحسس والذي تم إنتاجه عن طريق التكثير التقليدي. قدرت إحدى المقالات إن تسويق السالمون المعدل وراثيا يمكن أن يخفض كلفة السالمون إلى النصف مما يعني رفع استهلاك السالمون ومنع 1400 وفاة بسبب النوبات القلبية التي تحدث سنويا في الولايات المتحدة.

### التبادل التجاري في أوروبا وأفريقيا
استجابة للرأي العام السلبي أعلنت مونسانتو قرارها إزالة عملها التجاري الخاص ببذور الحبوب من أوروبا كما وأفسد مجموعة من أنصار البيئة مؤتمرا لمنظمة التجارة العالمية في كانكون والذي كان يروج للأغذية المعدلة وراثيا رعته لجنة بناء الغد (CFACT) كما ورفضت بعض الأمم الأفريقية مساعدات غذائية طارئة من الدول المتقدمة خوفا من أن يفتقر الغذاء لقواعد السلامة. حث السكرتير التنفيذي للجنة الأمم المتحدة الخاصة بأفريقيا (UNECA) خلال مؤتمر في العاصمة الأثيوبية أديس أبابا الأمم الأفريقية على القبول بالغذاء المحور جينيا وأبدى عدم رضاه عن الرأي العام السلبي تجاه التقنيات الحيوية.

### الفائض الزراعي
اتهم باتريك مولفاني رئيس مجموعة الغذاء في المملكة المتحدة بعض الحكومات وخصوصا إدارة الرئيس بوش باستخدام مساعدات الأغذية المعدلة جينيا للتخلص من الفوائض الزراعية غير المرغوب بها. قامت الأمم المتحدة بتوجيه اللوم إلى شركات الغذاء واتهمتها بخرق حقوق الإنسان ودعت الحكومات إلى تنظيم عمل هذه الشركات التي يحركها الربح. يوجد اعتقاد واسع بأن تقبّل التقنية الحيوية والأغذية المعدلة وراثيا سيكون ذا فائدة لشركات الأبحاث الغنية ويمكن أن يفيدها أكثر من الفائدة التي سيحصل عليها المستهلكون في الأمم النامية.

### البيانات المدونة على العبوات
بينما تؤيد بعض الجماعات الحظر الكامل للكائنات المحورة وراثيا، فإن بعضها الآخر يدعو لتصنيف الغذاء أو المنتجات المحورة وراثيا فيما شملت مواضيع خلافية أخرى تعريف براءة الاختراع والملكية الخاصة لمنتجات الهندسة الوراثية. وفقا للبرنامج الوثائقي Food Inc. فقد قوبلت الجهود الرامية لتدوين البيانات على المنتجات المحورة وراثيا بمقاومة مستمرة من جماعات الضغط والسياسيين المنتسبين إلى شركات مثل مونسانتو.

### الاختبارات المتعلقة بالتعديل الوراثي
يسلط مقال بعنوان: «مطلوب: بذور محورة وراثيا لدراستها» لبروس ستاتز على قصة لعشرين عالما عارضوا القيود على الأبحاث التي طرحتها الشركات المنتجة للبذور المحورة وراثيا مثل DuPont ومونسانتو و Syngenta. في فبراير 2009 وبعد أن حذر علماء وكالة حماية البيئة الأمريكية (EPA) من «أن هذه الصناعة قد جعلت من التحليل المستقل للمحاصيل المحورة جينيا أمرا مستحيلا»، وافقت الرابطة الأمريكية لتجارة البذور (ASTA) على «السماح بإعطاء الباحثين مزيدا من الحرية لدراسة آثار محاصيل الغذاء المعدل وراثيا». أبقى هذا الاتفاق عددا كبيرا من العلماء متفائلين بخصوص المستقبل ولكن يصبح هذا التفاؤل أقل حيال واقع إن كانت هذه الاتفاقية قادرة على «تعديل بيئة بحثية مليئة بالعوائق والشك».

### الأمم الفقيرة
تؤمن بعض المجموعات أن الأمم الفقيرة لن تجني فائدة تذكر من التقنية الحيوية وذلك لأنها لا تمتلك وصولا سهلا إلى هذه الاستثمارات ولا تستطيع تحمل تكاليف معدات زراعية حديثة ومظاهر معينة خاصة بالنظام تدور حول حقوق الملكية الفكرية والتي تعتبر غير منصفة «للدول النامية». تعمل المجموعة الاستشارية للبحوث الزراعية الدولية (CGIAR) وهي منظمة أبحاث ومساعدات على تحقيق أمن غذائي مستدام وتقليص الفقر في البلدان النامية منذ تأسيسها في العام 1971. قدّر البنك الدولي جهود هذه المنظمة غير أنه اقترح انتقالها إلى الأبحاث الوراثية وتطوير الإنتاجية. تواجه هذه الخطة معوقات عديدة مثل براءات الاختراع والرخص التجارية وصعوبة نفاذ دول العالم الثالث إلى مجموعة الموارد العالمية الوراثية وحقوق الملكية الفكرية الأخرى والتي ستزيد من وعيهم بالتقنية الحديثة. حاولت المعاهدة الدولية بشأن الموارد الوراثية النباتية للأغذية والزراعـة علاج هذه المشكلة غير أن النتائج كانت متضاربة وكنتيجة لذلك؛ فإن «المحاصيل اليتيمة» مثل نبات التيف والدخن واللوبيا والنباتات المحلية هي ذات أهمية في مواطنها الأصلية ولكنها تتلقى تمويلا بسيطا في المقابل.

### الاستثمارات الخاصة
تم تطوير وتطبيق السياسات المصممة بغرض تشجيع الاستثمارات الخاصة في الأبحاث وتسويق التقنية الحيوية التي ستلبي احتياجات الأمم الفقيرة كما وزاد هذا التطوير من البحث في المشاكل الأخرى التي تواجهها هذه الأمم وعمل على توحيد الجهود بين القطاعين العام والخاص لتأكيد الاستخدام الفعال للتقنية التي طورتها الأمم الصناعية. إضافة إلى ذلك، فإن الأمم الصناعية لم تقم باختبار تقنيات التعديل الوراثي على النباتات الاستوائية ولكنها ركزت على تلك التي تنمو في مناخات معتدلة برغم أن الأمم النامية والأشخاص الذين هم بحاجة إلى الغذاء الإضافي يعيشون في مناخات استوائية في الأصل. تساور بعض العلماء الأوروبيين مخاوف بأن العوامل السياسية والأيدلوجيات تحد من التقييم غير المنحاز لتقنيات التعديل الوراثي في بعض دول الاتحاد الأوروبي مما يلقي بظلال سلبية على المجتمع ككل.

### الكائنات متغيرة الدنـا
يعتبر احتمال حدوث آثار غير مرئية على المستوى المحلي والعالمي كنتيجة لتكاثر الكائنات متغيرة الدنا جدلا آخر ذا أهمية، وقد نوقشت المسائل الأخلاقية المتصلة بالأبحاث الوراثية في مقال عن الهندسة الوراثية.
أثار بعض المنتقدين للتعديل الوراثي مخاوف من أن نباتات المحاصيل التي يتم تكثيرها تقليديا من الممكن أن يتم تلقيحها خلطيا (مربي) cross-pollinated (bred) باستخدام لقاح النباتات المعدلة حيث يمكن نشر غبار الطلع عبر مساحات واسعة عن طريق الرياح والحيوانات والحشرات. في عام 2007، قامت وزارة الزراعة الأمريكية بتغريم شركة سكوتس ميراكل-غرو (بالإنجليزية: Scotts Miracle-Gro) مبلغا بقيمة 500.000 دولار أمريكي وذلك عندما تم اكتشاف أن المادة الوراثية المعدلة المأخوذة من الأكاسيا الرئدية –وهي عشب يستخدم في تغطية ملاعب الجولف-كانت شركة سكوتس تجري اختبارات عليها موجودة في نباتات أخرى قريبة من نفس الجنس (جنس أغروستيس) وأعشاب أخرى أصلية في محيط يبلغ مداه 21 كم (13 ميلا) عن ميدان الاختبار وقد أطلقت هذه المادة في الجو عندما تم قص العشب الطازج في مهب الريح.
أشار أنصار الكائنات المعدلة وراثيا إلى أن العملية التي تسمى بالتهجين ليست بالحديثة فنفس الشيء يحدث مع أي صنف محصول جديد متاح للتلقيح حيث يمكن تهجين السمات الجديدة التي تم إنتاجها في محاصيل نباتات مجاورة لنفس الأنواع وفي بعض الحالات قد تكون هذه الأنواع من النوع البري وثيق الصلة بها. يشير المدافعون عن تقنية التعديل الوراثي إلى أن كل محصول معدل وراثي يخضع للتقييم حالة بحالة لتحديد إن كانت هناك أي مخاطرة متعلقة بتهجين السمات المعدلة وراثيا في مجموعات من النباتات البرية. ولا تعتبر حقيقة أن النبات المعدل وراثيا قد يتم تهجينه مع نبات آخر بري ذي صلة مخاطرة في حد ذاتها ما لم يكن لمثل هذا التهجين أثر سلبي. في حالة إن تم تهجين خلة مقاومة مبيدات الأعشاب في نبات بري ذي صلة فيمكن التنبؤ أن مثل هذا الأمر لن يكون له أي آثار إلا في المناطق التي يتم رش المبيدات فيها كالمزارع مثلا، وإذن يمكن أن يتدبر المزارع أمره عن طريق تدوير المبيدات في هكذا حالة.
يمول الاتحاد الأوروبي برامج بحثية مثل كو-إكسترا تبحث في خيارات وتقنيات التعايش بين الكائنات المعدلة وراثيا والمزارع بمفهومها التقليدي وتشمل هذه الأبحاث استراتيجيات الاحتواء الحيوي وضوابط أخرى لمنع التهجين والسماح بتطبيق فكرة التعايش.
إذا ما تم تهجين الجينات التي لها براءة اختراع -ولو عن طريق الخطأ- في مجالات اقتصادية أخرى وقام شخص ما باختيار النباتات المهجنة بقصد الزراعة المتتابعة فإن لحامل البراءة الحق بالتحكم في استخدام المحاصيل التي تنتج عن مثل هذه العملية وقد دعم هذا القانون في القضاء الكندي في قضية مونسانتو كندا ضد سكميسر.

### المدمر والخائن
يعتبر الجدل الخاص بالتقنية التي تسمى «حماية التقنية» وفي راوية أخرى «المدمّر» أحد أكثر أنواع الجدل المثبتة حول هذا الموضوع. قد تسمح هذه التقنية غير التجارية بإنتاج محاصيل الجيل الأول والتي لن تنتج بذورا في الجيل الثاني وذلك لأن النباتات ستنتج بذورا عقيمة. تمتلك شركة دلتا وأرض الصنوبر بالاشتراك مع وزارة الزراعة الأمريكية حقوق اختراع التقنية الجينية المعروفة باسم «المدمر» وقد ابتاعت شركة مونسانتو هذه الشركة في أغسطس عام 2006. وبنفس الطريقة تقريبا فإن التقنية الخاصة بالخلة الافتراضية والتي تدعى بالجين الإنهائي (بالإنجليزية: Genetic Use Restriction Technology) وتعرف أيضا بالخائن أو T-guts تتطلب تطبيق المادة الكيماوية للمحاصيل المعدلة وراثيا لتنشيط السمات المهندسة وراثيا. وتهدف هذه التقنية للحد من انتشار النباتات المعدلة جينيا وإلزام المزارعين بالدفع سنويا لإعادة تفعيل السمات المهندسة وراثيا في محاصيلهم. تعمل شركات مثل مونستانتو وأسترا زينيكا على تطوير تقنية GURT .
إضافة إلى حماية تقنية الملكية تجاريا في محاصيل التلقيح الذاتي مثل فول الصويا (وهي مسألة ما زالت مستمرة عموما) فإنه يوجد غرض آخر للجين المدمر وهو منع هروب السمات المعدلة وراثيا من محاصيل التلقيح الخلطي إلى أنواع برية عن طريق تعقيم أي نباتات هجينة تنتج عن هذه العملية. إن بعض الجماعات المناصرة للبيئة -برغم اعتبارها أن تهجين النباتات المعدلة وراثيا هي عملية خطرة- قد شعرت أن هذه التقنية قد تمنع إعادة استخدام البذور من جهة المزارعين الذين يقومون بزرع مثل هذه الأصناف المدمرة في العالم النامي ما هي ظاهريا إلا وسيلة لاختبار إدعاءات أصحاب براءة الاختراع[بحاجة لمصدر] ومع هذا فقد رحبت الجماعات البيئية بالجين المدمر كوسيلة لمنع المحاصيل المحورة وراثيا من الاختلاط مع المحاصيل الطبيعية. [بحاجة لمصدر]
غالبا ما استخدمت البذور المهجنة في الدول المتقدمة قبل إنتاج المحاصيل المعدلة وراثيا بفترة طويلة؛ وبما أنه لا يمكن الاحتفاظ بالبذور المهجنة تعتبر عملية شراء بذور جديدة كل عام عملية زراعية متعارف عليها.
هناك تقنيات تتطور وتحتوي جينات معدلة وراثيا بطرق بيولوجية ويمكن لها أن تعطي بذورا مثمرة باستخدام وظائف ترميم الخصوبة. تم تطوير مثل هذه الطرق بواسطة برامج أبحاث يرعاها الاتحاد الأوروبي وتعتبر برامج كو-إكسترا وترانسكونتينر من ضمنها.

## الدعم والمعارضة الحكوميان

### أستراليا
قامت العديد من ولايات أستراليا بوضع قيود على محاصيل الغذاء المعدلة وراثيا ابتداء من عام 2003. برغم ذلك وفي آواخر عام 2007 فإن ولايات نيو ساوث ويلز وفيكتوريا قامت برفع هذه القيود بينما قامت أستراليا الغربية بإزالة قيودها في ديسمبر من عام 2008 فيما لا زالت جنوب أستراليا مستمرة في عملية الحظر. مددت تاسمانيا الحظر حتى نوفمبر عام 2014 وسمحت ولاية كوين لاند بإنماء محاصيل معدلة وراثيا منذ العام 1995 ولم تكن لها قيود على المحاصيل المعدلة وراثيا أبدا.

### كندا
في عام 2005، قامت اللجنة الدائمة لحكومة جزيرة الأمير إدوارد في كندا بعمل تقييم لمقترح لمنع إنتاج الكائنات المعدلة وراثيا في المقاطعة. لم يتم تمرير قرارا الحظر وذلك لأنه بحلول شهر يناير من العام 2008 كان استخدام المحاصيل المعدلة وراثيا يزداد باستمرار في الجزيرة كما وتعتبر ماين لاند كندا واحدة من أعظم منتجي الكانولا المعدلة وراثيا.

### اليابان
حتى عام 2009، لم توجد أي زراعة تجارية لأي نوع من الغذاء المعدل وراثيا في اليابان فلطالما قاوم المستهلكون كلا من واردات ومحاولات زراعة الكائنات المعدلة وراثيا في البلاد وذلك بسبب النجاح الفائق لحملات مجموعات المستهلك والجماعات البيئية مثل اتحاد مستهلكي اليابان والسلام الأخضر في اليابان إضافة إلى الحملات المحلية. أما في هوكايدو فقد جعلت لوائح خاصة من المستحيل نظريا زراعة الكائنات المعدلة وراثيا وكأنها كلمة لا صريحة!. جمعت حملة GMO أكثر من 200.000 توقيع لمعارضة زراعة GMO.ساهم اتحاد مستهلكي اليابان مع منظمات يابانية أخرى غير حكومية في مؤتمر تنوع الكوكب في بون بألمانيا من 12-16 مايو، 2008 وهو لقاء عالمي عن مستقبل الغذاء والزراعة مع تظاهرة تحتفي بالتنوع الحيوي وتعارض GMO. «لسنا فقط بحاجة إلى شبكات بين الناس بل بين الناس والنباتات والناس وكوكب الأرض» كما سجل كوكيتسو ميشيو من اتحاد المستهلكين في اليابان.
لطالما حدث التلقيح الخلطي في اليابان وذلك عن طريق استيراد الكانولا (زيت بذور اللفت) من كندا. يمكن العثور على الكانولا المعدلة وراثيا نامية بشكل وحشي حول الموانئ والطرق المؤدية إلى شركات زيت الطعام الكبرى. تم إيجاد بذور الكانولا المستوردة لتكون أصنافا معدلة وراثيا وهذا يشمل أصناف Roundup Ready وLiberty Link التي لا تنمو في اليابان كما وتم إخطار النشطاء والجماعات المحلية وحملة لا! للتعديل الوراثي وآخرين بأن المحاصيل المعدلة وراثيا قد تضر بالتنوع الحيوي وتسبب ضررا لا يمكن إصلاحه. أقر تقرير صادر عن المعهد الوطني الياباني للدراسات البيئية بأنه قد تم التعرف على نباتات الكانولا المعدلة وراثيا والمقاومة للمبيدات في 5 أو 6 موانئ يابانية تم جمع العينات منها.
قامت مجموعة من الجماعات اليابانية بتقديم طلبات إلى تقييم غرب أستراليا الخاص بقانون المناطق الحرة المعدلة وراثيا لسنة 2003. وتشمل هذه المجموعات اتحاد نادي مستهلكي سيكاتسو التعاوني واتحاد مستهلكي اليابان أيضا. تعتبر سيكاتسو مجموعة تظل 29 ناديا تعاونيا للمستهلك ولجارشات الزيت التي تتبعها مثل مطحنة زيت أوكامورا المحدودة وشركة زيت يونيزاوا المحدودة أيضا وجميعها تنتهج سياسة منع استخدام نبات الكانولا المعدل وراثيا. امتنعت الجماعات عن استيراد الكانولا من كندا بعد أن بدأ ظهور الكانولا المعدلة وراثيا على الساحة وذلك عندما صار من المستحيل أن يضمن التلقيح الخلطي خلو واردات كندا من الكانولا المعدلة وراثيا.

### باكستان
تدعم الحكومة في باكستان استخدام البذور المهجنة ومع ذلك فإن شركة مونسانتو قد حاولت بيع بذورها المهجنة لمحاصيل مهمة كالقمح والرز عن طريق الحكومة. على الرغم من أن إنتاج المحاصيل كان سيزداد، فإن ذلك كان سيجعل الشعب الباكستاني معتمدا على بذور تنتجها شركة واحدة ولم تتم الموافقة على العقد أبدا.

### نيوزيلندا
لم تتم زراعة أي غذاء معدل وراثي في نيوزيلندا ولم تتم الموافقة على استخدام أي أدوية تحوي كائنات معدلة وراثية حية؛ وبرغم ذلك تم السماح ببيع أدوية صنعت من كائنات معدلة وراثية غير أنها لا تحوي كائنات على قيد الحياة وتم بيع أغذية مستوردة معدلة وراثيا كذلك.

### الولايات المتحدة
في عام 2004، أصبحت مقاطعة ميندوسينو في كاليفورنيا أول مقاطعة في الولايات المتحدة تقوم بحظر إنتاج الكائنات المحورة وراثيا وقد تم إقرار النظام بغالبية بلغت 57%. فرضت مقاطعتا ترينتي ومارين في كالفورنيا حظرا على المحاصيل المحورة وراثيا أيضا بينما فشلت قرارات الحظر في مقاطعات بوت وليك وسان لويس أوبيسبو وهمبولت وسونوما وقام المشرفون في المقاطعات الغنية زراعيا مثل فرزنو وكيرن وكينغز وسولانو وسوتتر وتولير بتمرير قرارات تدعم هذه الممارسة.

### زامبيا
أطلقت حكومة زامبيا حملة لزيادة التوعية حيال فوائد التقنية الحيوية والتي تتضمن المحاصيل المحورة وراثيا وذلك بغرض تغيير الرأي العام السلبي تجاهها.

### البلدان الأفريقية الأخرى
قامت السوق المشتركة لشرق وجنوب أفريقيا (COMESA) وبعد 10 سنين من المفاوضات بتقديم مسودة سياسة خاصة بالكائنات المحورة وراثيا في عام 2010. تم إرسال هذه السياسة المقترحة للحكومات الـ19 جميعها بغرض طلب المشورة في سبتمبر 2010. وتحت هذه السياسة فإن الدولة العضوة التي ترغب في زراعة محصول جديد محور وراثيا سيتوجب عليها إبلاغ COMESA التي يعمل بها عدد كاف من الخبراء العلميين الذين سيقررون مدى سلامة المحصول للبيئة والبشر؛ وحتى هذه اللحظة فإن عددا قليلا من هذه الدول تمتلك موارد لاتخاذ قراراتها الخاصة. بمجرد أن تتخذ السوق قراراها فسيتم ضمان إعطاء الإذن بزراعة المحصول في الدول الأعضاء جميعها وستحتفظ جميع هذه الدول بالحق في عدم زراعة المحصول في أراضيها إن لم ترغب في ذلك.

### فرنسا
منعت زراعة ذرة MON 810 في فرنسا في فبراير من العام 2008 وكان هذا النبات هو المحصول الوحيد المحور وراثيا والذي سمح بزراعته في البلد ويمكن أخذ تدابير وقائية من آثار هذا النبات بمجرد الإحاطة بأعراضه الجانبية على صحة الإنسان. في عام 2010 قالت ماريون غوليو رئيس المعهد الوطني للبحوث الزراعية وواحدة من أهم الباحثين في مجال المزارع بأنها لا تستطيع الاستمرار في العمل أكثر من ذلك على الكائنات المعدلة وراثيا الجديدة وذلك بسبب الارتياب المنتشر حيالها الذي وصل إلى حد العداء الذي واجه به المستهلكون الأوروبيون هذه التقنية.

### ألمانيا
فرضت ألمانيا حظرا على زراعة وبيع الذرة المحورة وراثيا في أبريل عام 2009.

### بلدان أوروبية أخرى
كانت ذرة MON 810 أول محصول محور وراثيا تمت زراعته في أوروبا. تمت الموافقة على الخطوط الابتدائية لإنتاج الذرة في 1997 وبحلول عام 2009 تمت زراعة 76,000 هكتارا من نوع الذرة هذا في إسبانيا (يمثل هذا النوع 20% من إنتاج الذرة في إسبانيا). تم إنتاج كميات صغيرة من هذه الذرة في جمهورية التشيك وسلوفاكيا والبرتغال ورومانيا وبولندا. إضافة إلى فرنسا وألمانيا فإن دولا أوروبية أخرى فرضت قيودا على زراعة وبيع الكائنات المحورة وراثيا في النمسا والمجر واليونان ولوكسمبورغ. حظرت أيرلندا أيضا زراعة المحاصيل المحورة وراثيا ودشنّت تسمية اختيارية لمنتجات الأغذية الخالية من الكائنات المحورة وراثيا. حاولت بولندا أيضا فرض حظر على المنتجات المعدلة وراثيا وجوبهت برد فعل عنيف من المفوضية الأوروبية كما ومنعت بلغاريا بنجاح زراعة النباتات المحورة وراثيا في الثامن عشر من مارس، 2010.
وافقت المفوضية الأوروبية في الثاني من مارس عام 2010 على زراعة أنواع ثانية من المحاصيل المحورة جينيا وهي بطاطا سميت بأمفلورا بغرض استخدامها صناعيا في الاتحاد الأوروبي وقد تمت زراعتها في ألمانيا والسويد وجمهورية التشيك في ذات السنة. أصدرت المفوضية الأوروبية توصية في ال13 من يوليو لعام 2010 تقضي بإمكانية أن يكون بمقدور الاتحاد الأوروبي حظر زراعة محاصيل محددة معدلة وراثيا في ولايات الاتحاد مستقبلا والتي حظيت بالموافقة العلمية على مستوى الاتحاد الأوروبي حيث يمكن تبرير هذا الحظر بناء على قواعد ثقافية واقتصادية أو أخلاقية. برغم ذلك فإن عملية موافقة الاتحاد الأوروبي على استيراد المحاصيل المحورة وراثيا وتصنيف منتجات الطعام المعدل وراثيا بقيت واقفة في مكانها.